# Ilona Mononen
Ilona Mononen (Hämeenlinna, 18 december 2003) is een Finse atlete.

## Kampioenschappen
| Onderdeel      | Titel                          | Jaar       |
| -------------- | ------------------------------ | ---------- |
| 1500 m         | Fins indoorkampioene           | 2022, 2025 |
| 3000 m         | Europees kampioene U20         | 2021       |
| 3000 m         | Fins indoorkampioene           | 2022, 2025 |
| 3000 m steeple | Europees kampioene U23         | 2025       |
| 3000 m steeple | Wereld Universiteits kampioene | 2025       |
| 3000 m steeple | Noords kampioene               | 2024       |
| 3000 m steeple | Fins kampioene                 | 2024       |
| veldlopen      | Fins kampioene korte cross     | 2023       |

## Persoonlijke records
| Onderdeel      | Tijd         | Plaats   | Datum           |
| -------------- | ------------ | -------- | --------------- |
| 800 m          | 2.07,57      | Kuortane | 26 juni 2021    |
| 1500 m         | 4.14,79      | Joensuu  | 5 juli 2023     |
| 3000 m         | 8.57,52      | Kuortane | 22 juni 2024    |
| 5000 m         | 15:36.15     | Bergen   | 3 juni 2025     |
| 3000 m steeple | 9.22,77 (NR) | Parijs   | 4 augustus 2024 |

| Onderdeel | Tijd    | Plaats   | Datum            |
| --------- | ------- | -------- | ---------------- |
| 800 m     | 2.08,92 | Helsinki | 27 februari 2022 |
| 1500 m    | 4.19,69 | Uppsala  | 13 februari 2022 |
| 3000 m    | 8:56.61 | Espoo    | 9 februari 2025  |

| Onderdeel | Tijd  | Plaats    | Datum            |
| --------- | ----- | --------- | ---------------- |
| 10 km     | 32.15 | Castellón | 16 februari 2025 |

## Palmares

### 1500 m
- 2021: 8e WK U20 in Nairobi - 4.28,13
- 2022:  Fins kampioenschap indoor - 4.25,75
- 2022:  Noords-Baltisch kampioenschap U20 - 4.23,75
- 2022: 8e WK U20 in Cali - 4.16,19
- 2025:  Fins kampioenschap indoor - 4:27.15

### 3000 m
- 2021:  EK U20 in Talinn - 9.15,66
- 2021: 5e WK U20 in Nairobi - 9.30,63
- 2022:  Fins Kampioenschap indoor - 9.14,06
- 2022: 5e WK U20 in Cali - 9.21,12
- 2024:  Fins kampioenschap indoor - 9.05,62
- 2025:  Noordse indoor kampioenschappen in Espoo - 8:56.61
- 2025:  Fins kampioenschap indoor - 9:24,85

### 3000 m steeple
- 2024:  Noordse kampioenschappen in Malmö - 9.41,29
- 2024: 6e EK in Rome - 9.23,28
- 2024:  Fins kampioenschap - 9.50,58
- 2024: 20e (in reeksen) OS in Parijs - 9.22,77 (NR)
- 2025:  EK voor landenteams (hoogste divisie) - 9:49.21
- 2025:  EK U23 in Bergen - 9:30.49
- 2025:  Universiade - 9:31.86

### 5000 m
- 2022: 18e EK in München - 16.10,97
- 2023: 8e EK U23 in Espoo - 15.57,99

### 10 km
- 2025: 16e EK in Leuven - 32.20

### veldlopen
- 2021: 4e EK U20 (4,0 km) in Dublin - 13.49
- 2022:  EK U20 (3,812 km) in Turijn - 13.08
- 2023:  Fins Kampioenschap (korte cross - 4,0 km) - 13.35
- 2023  EK U23 (6,0 km) in Brussel - 26.55
- 2024  EK U23